# 新島清
新島 清（にいじま きよし、1915年4月30日 - 1998年11月10日）は、日本・福岡県のラグビー選手、指導者。ポジションはNO8（ナンバーエイト）。

## 経歴
福岡中学（現・福岡県立福岡高等学校）からラグビーを始め、明治大学へと進学し1939年には主将として活躍し優勝を経験。明治大学時代には、寝る間も惜しんで布団の中で、ドリブルの練習をしていたほどラグビー一筋の人物だった。卒業後は配炭公団へ進む。同チームでも主将を務め、第1回全国実業団ラグビーフットボール大会（全国社会人大会）の優勝をもたらした。またラグビー日本代表の主将として、1952年の在韓ニュージーランド部隊戦（ノンキャップ試合）に出場した。
現役引退後は母校の福岡高校監督に就任。福岡高校監督時代には福岡県予選決勝で『グランドで死んで来い！骨は俺が拾ってやる！』と選手たちを一喝し、前評判を覆して当時の国体優勝校である福岡電波高校（現福岡工業大学附属城東高等学校）に勝利し花園出場を決めた。その後、全九州ラグビー代表監督や九州ラグビー協会の理事長を歴任。
1998年11月10日に83歳で死去。